# Charitopus cuprifrons
Charitopus cuprifrons är en stekelart som först beskrevs av Victor Ivanovitsch Motschulsky 1863.  Charitopus cuprifrons ingår i släktet Charitopus och familjen sköldlussteklar. Inga underarter finns listade i Catalogue of Life.